# Her Gilded Cage
Her Gilded Cage is een Amerikaanse dramafilm uit 1922 onder regie van Sam Wood. Destijds werd de film in Nederland uitgebracht onder de titel Haar vergulde kooi. De film is wellicht zoekgeraakt.

## Verhaal
De Franse actrice Suzanne Ornoff is een telg uit een verpauperde, adellijke familie. Om haar zieke zus te helpen, gaat ze in op het idee van haar impresario om zich te laten afficheren als "de lieveling van koning Ferdinand". In werkelijkheid kent ze de koning amper. Ze oogst niettemin erg veel succes. Alleen is haar Amerikaanse verloofde niet gelukkig met het bedrog.

## Rolverdeling
| Acteur               | Personage         |
| -------------------- | ----------------- |
| Gloria Swanson       | Suzanne Ornoff    |
| David Powell         | Arnold Pell       |
| Harrison Ford        | Lawrence Pell     |
| Anne Cornwall        | Jacqueline Ornoff |
| Walter Hiers         | Bud Walton        |
| Charles A. Stevenson | Gaston Petitfils  |